# Mackenzie Phillips
Laura Mackenzie Phillips (Alexandria, 10 novembre 1959) è un'attrice statunitense.

## Carriera
È figlia di John Philips, membro dei The Mamas & the Papas, gruppo musicale folk rock, e della sua prima moglie Susan Stuart Adams (1936–2016). Anche le sorellastre Bijou e Chynna Phillips. Phillips ha frequentato la Highland Hall Waldorf School a Northridge, in California; all'età di 14 anni fece un'audizione per un ruolo nel film del 1973 American Graffiti, ottenendo la parte. Partecipò anche al seguito, American Graffiti 2, girato sei anni dopo.
La sua fama crebbe negli anni '70 quando ricoprì il ruolo di Julie Cooper nella serie televisiva Giorno per giorno, arrivando a guadagnare 50mila dollari a settimana. Perse il ruolo nel 1977 quando i numerosi problemi di abusi di sostanze stupefacenti la misero nei guai con la legge; dopo una sosta forzata imposta dalla produzione, ebbe due episodi di overdose quasi fatali, e, nonostante un breve rientro nel 1981, fu poi costretta a lasciare.
Tornò a lavorare con una certa stabilità solo a partire dalla fine del XX secolo ottenendo piccole parti in serie televisive importanti quali Beverly Hills 90210, Melrose Place, Chicago Hope e E.R. - Medici in prima linea. Nel 1999 ottiene il ruolo di protagonista per la serie So Weird - Storie incredibili, in cui curiosamente interpreta la parte di una donna di cognome Phillips; la serie prosegue per tre stagioni, fino al 2001.

## Vita privata
Tra il 1979 e il 1981 è stata sposata con il manager Jeffrey Sessler; tra il 1986 e il 2000 è stata sposata col chitarrista rock Michael Barakan, conosciuto artisticamente come Shane Fontayne, da cui nel 1987 ha avuto un figlio, Shane Barakan, a sua volta musicista.
Nel settembre 2009 è stato pubblicato il libro di Phillips "High on Arrival", dopo di che è apparsa al The Oprah Winfrey Show per un'intervista di un'ora. La Phillips ha detto a Winfrey che ha provato per la prima volta la cocaina quando aveva 11 anni, che suo padre si era drogato con lei e le aveva anche iniettato la cocaina. Durante l'intervista, Phillips ha letto estratti dal suo libro, tra cui un episodio avvenuto all'età di 19 anni, la notte prima del suo primo matrimonio nel 1979: "Mi sono svegliata quella notte da un blackout per ritrovarmi a fare sesso con mio padre", e che quando ha affrontato suo padre mesi dopo, chiedendo perché l'avesse violentata, suo padre ha semplicemente risposto: "Ti ho violentato? Non vuoi dire che abbiamo fatto l'amore?". Phillips ha detto a Oprah Winfrey di aver avuto una relazione sessuale "consensuale" con suo padre, descrivendo la sua partecipazione come "una sorta di sindrome di Stoccolma, dove inizi ad amare il tuo rapitore". Tuttavia, ha anche descritto l'incidente iniziale come uno stupro e ha detto: "Non importa che tipo di incesto, è un abuso di potere [...] un tradimento della fiducia". L'incesto finì nel 1986, quando la Phillips rimase incinta e successivamente ebbe un aborto per il quale suo padre pagò.
Genevieve Waite, la terza moglie di John, nega le accuse, dicendo che erano incoerenti. Michelle Phillips, la seconda moglie di John, ha anche dichiarato di avere "ogni motivo per credere che (il racconto di Mackenzie) sia falso". Tuttavia, Chynna Phillips, sorellastra di Mackenzie e figlia di Michelle Phillips, ha dichiarato di credere alle affermazioni di Mackenzie e che Mackenzie le ha parlato per la prima volta della relazione durante una conversazione telefonica nel 1997, circa 11 anni dopo la fine della presunta relazione. Jessica Woods, figlia di Denny Doherty, ha detto che suo padre le aveva detto che conosceva "la terribile verità" e che era "inorridito da ciò che John aveva fatto".

## Filmografia

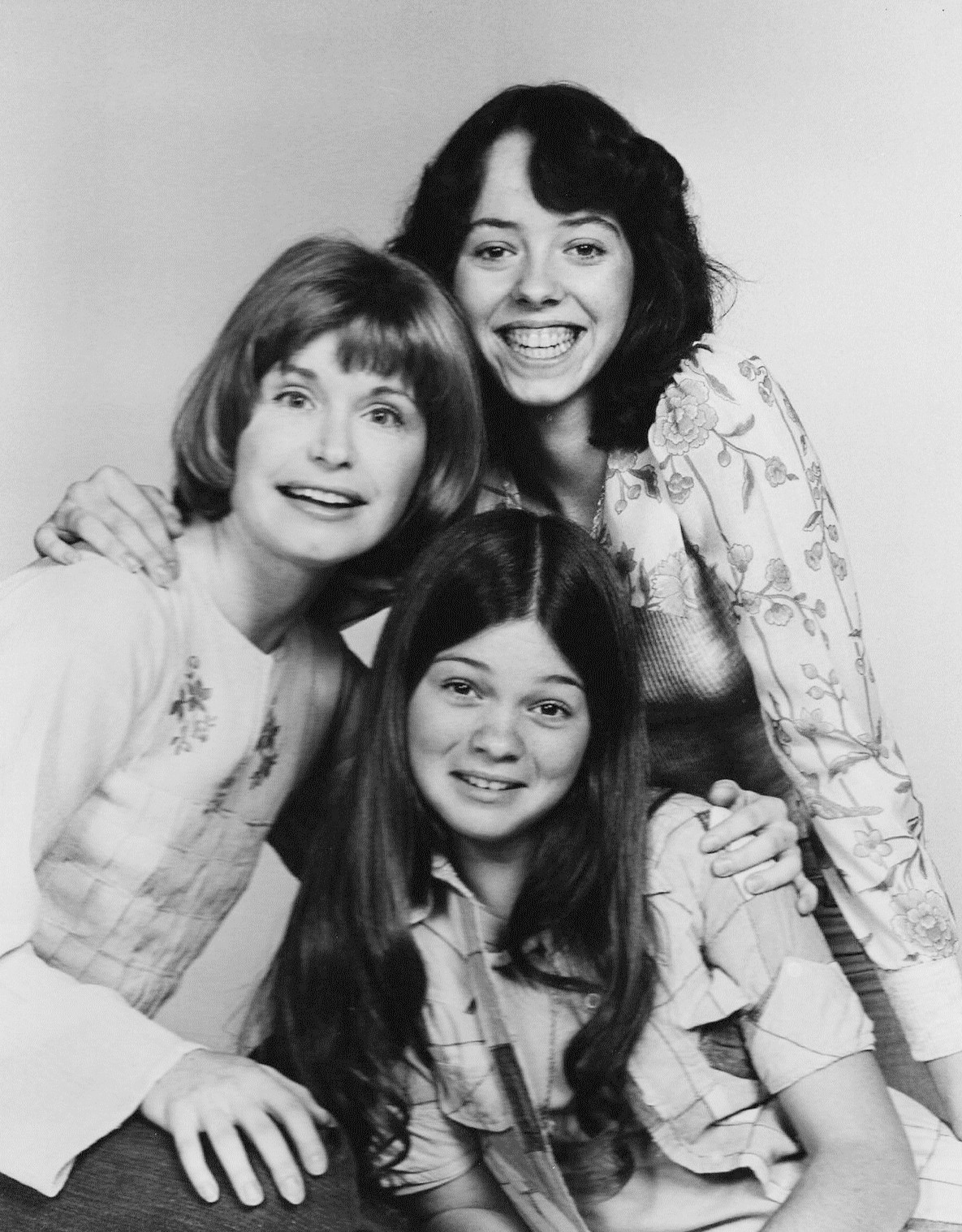
Mackenzie Phillips (in alto) con Bonnie Franklin e Valerie Bertinelli nella serie televisiva Giorno per giorno (1975)

### Cinema
- American Graffiti, regia di George Lucas (1973)
- Rafferty and the Gold Dust Twins, regia di Dick Richards (1975)
- American Graffiti 2 (More American Graffiti), regia di Bill L. Norton (1979)
- Love Child, regia di Larry Peerce (1982)
- The Jacket, regia di John Maybury (2005)
- Suburban Gothic, regia di Richard Bates Jr (2014)
- Girl on the Edge, regia di Jay Silverman (2015)

### Televisione
- Movin' On - serie TV, 1 episodio (1974)
- Baretta - serie TV, 1 episodio (1974)
- Mary Tyler Moore - serie TV, 1 episodio (1975)
- Giorno per giorno (One Day at a Time) - serie TV, 123 episodi (1975-1983)
- The Jacksons - serie TV, 1 episodio (1976)
- Love Boat (The Love Boat) - serie TV, 2 episodi (1978-1982)
- L'incredibile Hulk (The Incredible Hulk) – serie TV, episodio 3x01 (1979)
- La signora in giallo (Murder, She Wrote) - serie TV, episodio 2x03 (1985)
- Beverly Hills 90210 (Beverly Hills, 90210) - serie TV, 1 episodio (1994)
- Melrose Place - serie TV, 1 episodio (1995)
- Sentieri (Guiding Light) - soap opera, 4 episodi (1996)
- NYPD - New York Police Department (NYPD Blue) - serie TV, 2 episodi (1996-2007)
- Caroline in the City - serie TV, 1 episodio (1997)
- Walker Texas Ranger (Walker, Texas Ranger) - serie TV, 2 episodi (1997)
- Chicago Hope - serie TV, 1 episodio (1998)
- Viper - serie TV, 1 episodio (1998)
- So Weird - Storie incredibili (So Weird) - serie TV, 63 episodi (1999-2001)
- Oltre i limiti (The Outer Limits) - serie TV, 1 episodio (2000)
- Crossing Jordan - serie TV, 1 episodio (2001)
- Due gemelle e un pallone (Double Teamed) - film TV (2002)
- E.R. - Medici in prima linea (ER) - serie TV, 1 episodio (2002)
- The Division - serie TV, 1 episodio (2003)
- Senza traccia (Without a Trace) - serie TV, 1 episodio (2004)
- Settimo cielo (7th Heaven) - serie TV, 1 episodio (2004)
- Cold Case - Delitti irrisolti (Cold Case) - serie TV, 1 episodio (2007)

## Doppiatrici italiane
Nelle versioni in italiano delle opere in cui ha recitato, Mackenzie Phillips è stata doppiata da:
- Emanuela Rossi in American Graffiti
- Cinzia Bruno in Giorno per giorno (1975)
- Isabella Pasanisi in American Graffiti 2
- Cinzia De Carolis ne La signora in giallo
- Silvia Pepitoni in So Weird - Storie incredibili
- Stefania Patruno in Due gemelle e un pallone
- Aurora Cancian in E.R. - Medici in prima linea
- Alessandra Cassioli in Senza traccia
- Michela Alborghetti in Giorno per giorno (2017)
- Daniela D'Angelo in Orange Is the New Black